# Aleksej Janusjevskij
Aleksej Janusjevskij, Алексей Янушевский, född 17 maj 1990, alias Cypher, är en aktiv professionell datorspelare inom First person shooter-serien Quake. Han är från Vitryssland och är numera bosatt i dess huvudstad Minsk. Janusjevskij var tidigare kontrakterad av Ukrainska Natus Vincere. Han är en av 16 aktiva spelare i Quake Pro League, den högsta ligan som finns i Quake Champions. Han har varit aktiv vid internationella Quaketävlingar sedan 24 februari 2006, och han omnämns ofta som ett underbarn inom datorspelsgenren, beroende på sin framgång vid tidig ålder.
Janusjevskij är sjufaldig ASUS Cup-mästare och är den nuvarande Extreme Masters-vinnaren. Han närvarade vid Dreamhack Summer 2010 i Jönköping där han tog sig ända fram till final, varvid han dock förlorade mot Maciej "Av3k" Krzykowski.